# Panarabismus

Liga arabských států

Panarabismus je hnutí usilující o sjednocení zemí arabského světa sahajících od Atlantiku k Arabskému moři. Je úzce navázán na myšlenky arabského nacionalismu, který prosazuje ideu jednotného arabského národního státu. Panarabismus inklinoval k sekularismu a často také socialismu, ostře se vymezuje proti kolonialismu a vměšování západních zemí do politického vývoje arabského světa.